# Constanzana
Constanzana település Spanyolországban, Ávila tartományban. Constanzana Cabizuela, Papatrigo, Narros de Saldueña, Muñomer del Peco, Collado de Contreras, Fontiveros, Cantiveros, Bernuy-Zapardiel, Fuente el Saúz, Donjimeno és Cabezas de Alambre községekkel határos. Lakosainak száma 99 fő (2024).

## Népesség
A település népessége az utóbbi években az alábbiak szerint változott:
| Lakosok száma | 185  | 168  | 147  | 138  | 124  | 118  | 112  | 108  | 107  | 99   |
|               | 2001 | 2004 | 2006 | 2009 | 2011 | 2014 | 2016 | 2019 | 2021 | 2024 |